# Parque rural de Anaga
El parque rural de Anaga es un espacio natural protegido localizado en el macizo de Anaga, en la isla de Tenerife (Canarias, España),
que fue declarado el 9 de junio de 2015 Reserva de la Biosfera. El parque ocupa parte de los municipios de Santa Cruz de Tenerife, La Laguna y Tegueste.

## Categoría de protección
En 1987 el parque se clasificó como parque natural por la Ley 12/1987, de 19 de junio de Declaración de Espacios Naturales de Canarias,
y fue reclasificado a su actual categoría (parque rural) por la Ley 12/1994, del 19 de diciembre, de Espacios Naturales de Canarias.
En el mes de marzo de 2013 el Consejo de Coordinación de la Red Canaria de Reservas de la Biosfera presentó y aprobó por unanimidad la propuesta de declarar todo el macizo de Anaga como nueva reserva de la biosfera. El 24 de septiembre, el Comité Español del Programa Hombre y Biosfera de la Unesco (Mab) da el visto bueno a la candidatura, que sería presentada en el Consejo Internacional de Coordinación de la Unesco en la primavera de 2014 para su aprobación definitiva. La propuesta había sido aprobada por el Ejecutivo del Gobierno de Canarias y contó además con el respaldo de las Universidades de La Laguna, de Las Palmas de Gran Canaria y de la Complutense de Madrid. Finalmente el 9 de junio de 2015 el macizo de Anaga fue declarado reserva de la biosfera durante la reunión anual de la Unesco celebrada en esa ocasión en París (Francia). El macizo de Anaga es el lugar que mayor cantidad de endemismos tiene de Europa (aunque no forma parte de Europa sino de África) y el paraje natural más importante de la isla de Tenerife tras el parque nacional del Teide.

## Descripción
El parque rural de Anaga es un espacio de gran relevancia paisajística, natural y cultural. Los elementos geomorfológicos encuentran una óptima y variada expresión en Anaga, algunos altamente representativos de la geología insular y de excepcional singularidad e interés científico (pitones de Chinobre, Anambro, arco de Taganana, Roques de Anaga, etc.). Existen yacimientos paleontológicos de interés científico, asentamientos humanos que configuran un paisaje rural, armónico y de gran belleza. Además de un gran valor cultural derivado de la utilización del área por los aborígenes, como comarca histórica de habitación y pastoreo.
Cuenta con 140 km² y un relieve abrupto con altitudes de 1000 m, así como desniveles entre 300 y 500 m por km².

## Población
La población actual del Parque ronda las 2500 personas distribuidas en unos 26 asentamientos, lo que representa el 0.72 % del total de la población de la Comarca Metropolitana.
La orografía montañosa fomenta el aislamiento de la zona tanto en los accesos desde el exterior como entre los distintos asentamientos de población que existen en él.
La población se encuentra diseminada en pequeños caseríos (El Batán, Chinamada, Bejía y Las Carboneras, pertenecientes al municipio de La Laguna; y Taborno, Chamorga, Afur, Casas de La Cumbre, Roque Negro, Catalanes, Valle Crispín, Valle Grande, Valle Brosque, Lomo de Las Bodegas, La Cumbrilla, Taganana, Almáciga, San Andrés, Igueste de San Andrés, El Suculum, El Draguillo y Benijo, que pertenecen a Santa Cruz de Tenerife). Ha sufrido una fuerte emigración desde los años 1960, como consecuencia del aislamiento y sobre todo por el declive de las actividades tradicionales, agricultura y ganadería, con las que meramente se podía subsistir. En su gran mayoría los habitantes trabajan en las áreas urbanas, siendo también frecuente, a la inversa, el uso de casas y huertas exclusivamente para el fin de semana por personas residentes fuera que las aprovechan para dedicarse a una agricultura complementaria, especialmente de papas y viñas.

## Sectores Económicos

### Agricultura
La producción es mayoritariamente destinada al mercado local y se caracteriza por obtenerse en explotaciones familiares, generalmente con trabajo a tiempo parcial y en zonas de medianías.  
La Agricultura tiene un papel destacado como elemento de conservación del medio ambiente. Los cultivos principales de la zona corresponden a:
- Viña: La zona de Anaga es una subzona de la Denominación de Origen Tacoronte-Acentejo.  La estructura de las explotaciones, de reducido tamaño por la agreste orografía, complica la incorporación de la mecanización.  Las técnicas empleadas, en un alto porcentaje, se dedican a la modalidad de "parras bajas", que elevan los gastos, sobre todo laborales para su recolección.
- Hortalizas, papas y frutas: Cultivadas en menor cantidad, se dedican en su mayoría al mercado local (tomate, papas, lechuga, cebolla, batatas, ñames, fruta, etc.)

### Ganadería
Mayoritariamente vinculada a la agricultura de medianías, su importancia es difícilmente cuantificable en cifras monetarias.  Con ella se contribuye al mantenimiento del tejido rural, posibilita el aprovechamiento de pastos y montes, aumenta las disponibilidades en materia orgánica para la agricultura, permite la conservación del paisaje y del medio ambiente así como la pervivencia de formas de vida con valor histórico y cultural. La ganadería del Parque Rural de Anaga está compuesta, principalmente, por ganado caprino, porcino y aves, con una destacada presencia de conejos.

## Flora y fauna
En la Cruz del Carmen se encuentra un centro de visitantes con información sobre el parque así como rutas por los senderos que discurren por el mismo. Debido a que ocupa desde el nivel del mar hasta las cumbres, la flora del parque varía según la cota de altitud. En las zonas más elevadas la vegetación está caracterizada por la laurisilva de cumbres, en las medianías los sabinares,  los dragos, palmeras, y en las zonas más bajas los cardonales-tabaibales tabaibas y cardones. Contiene en su interior las Reservas Naturales Integrales de El Pijaral, Ijuana y los Roques de Anaga. Además este espacio ha sido declarado zona de especial protección para las aves, ya que para especies como las palomas de laurisilva este bosque constituye un hábitat de importancia vital para su biología.

## Galería de imágenes

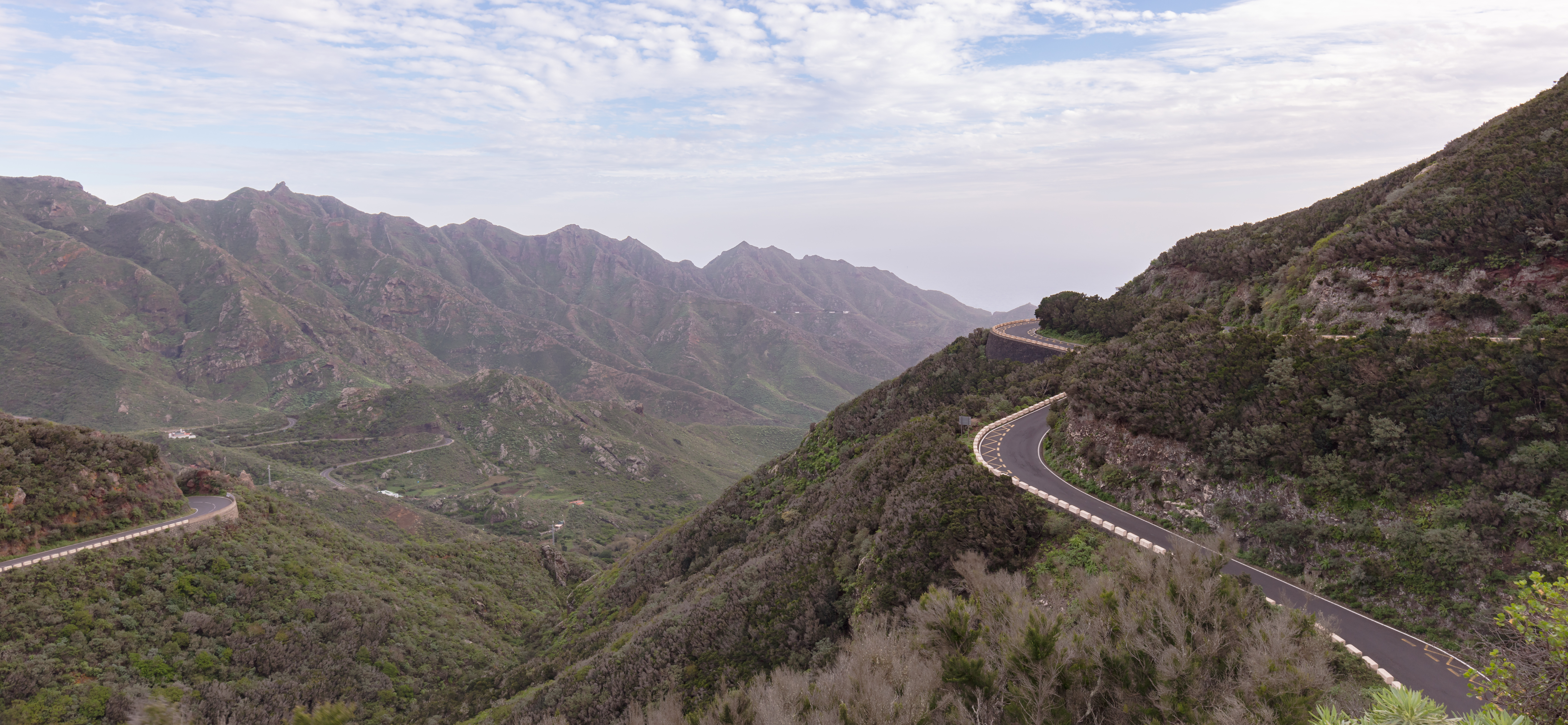
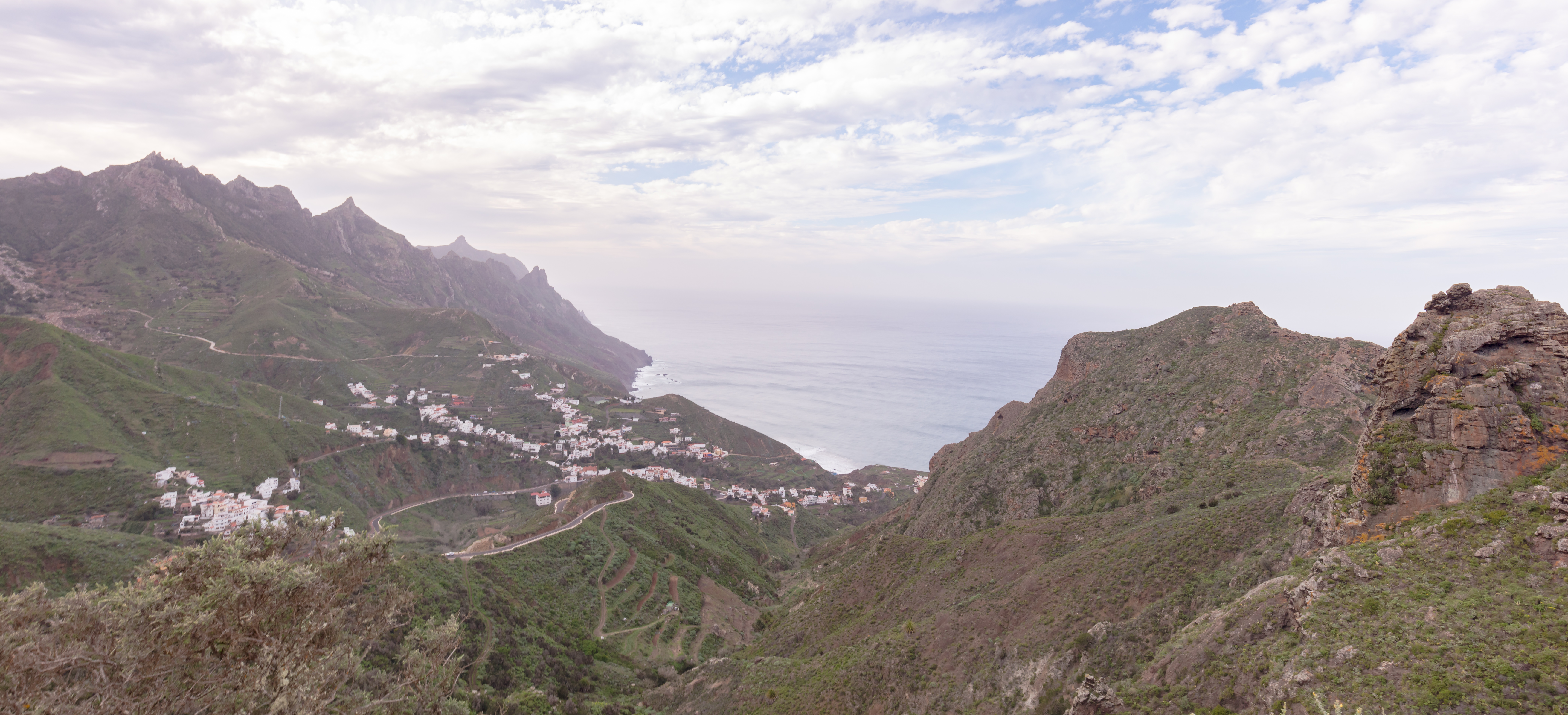
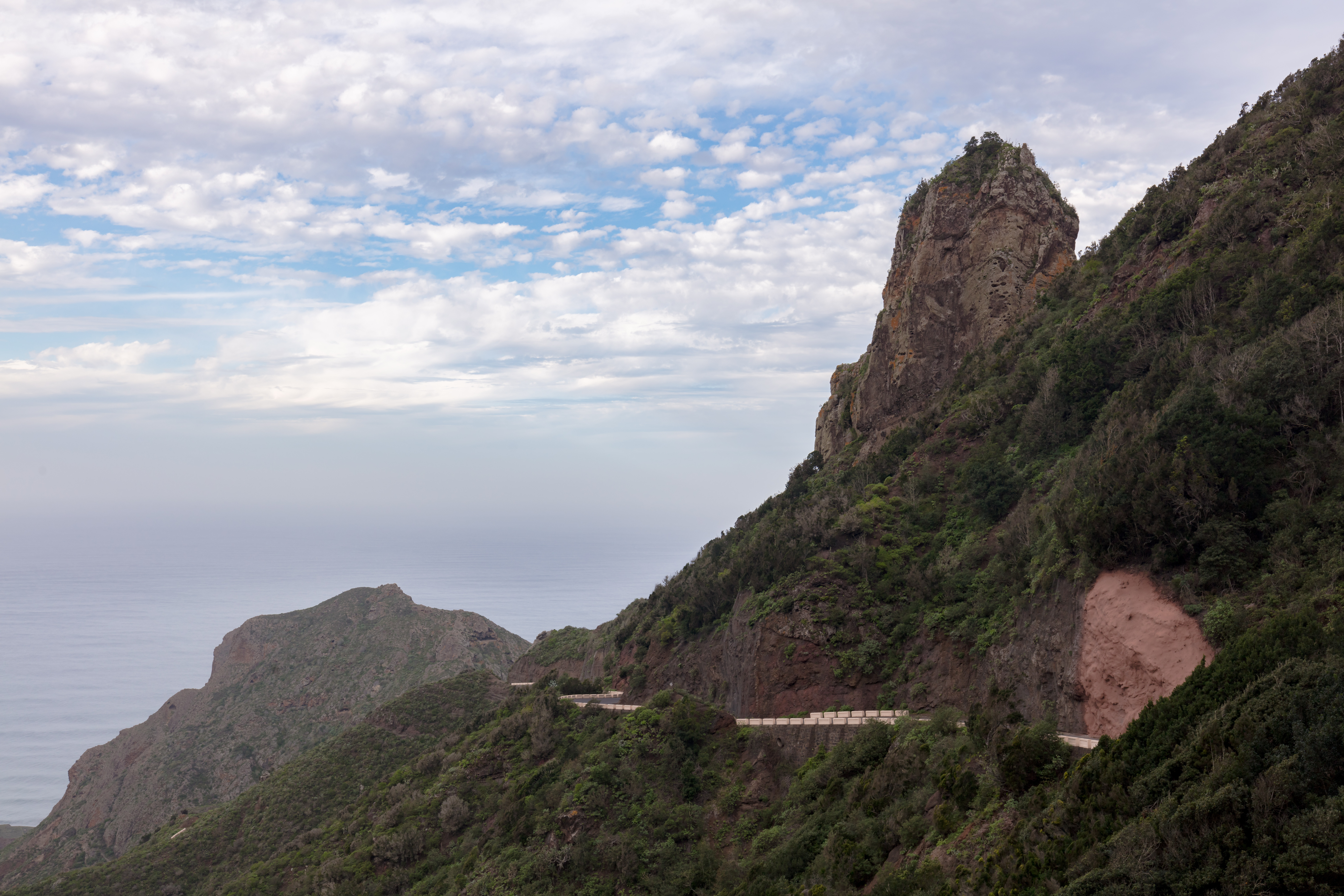
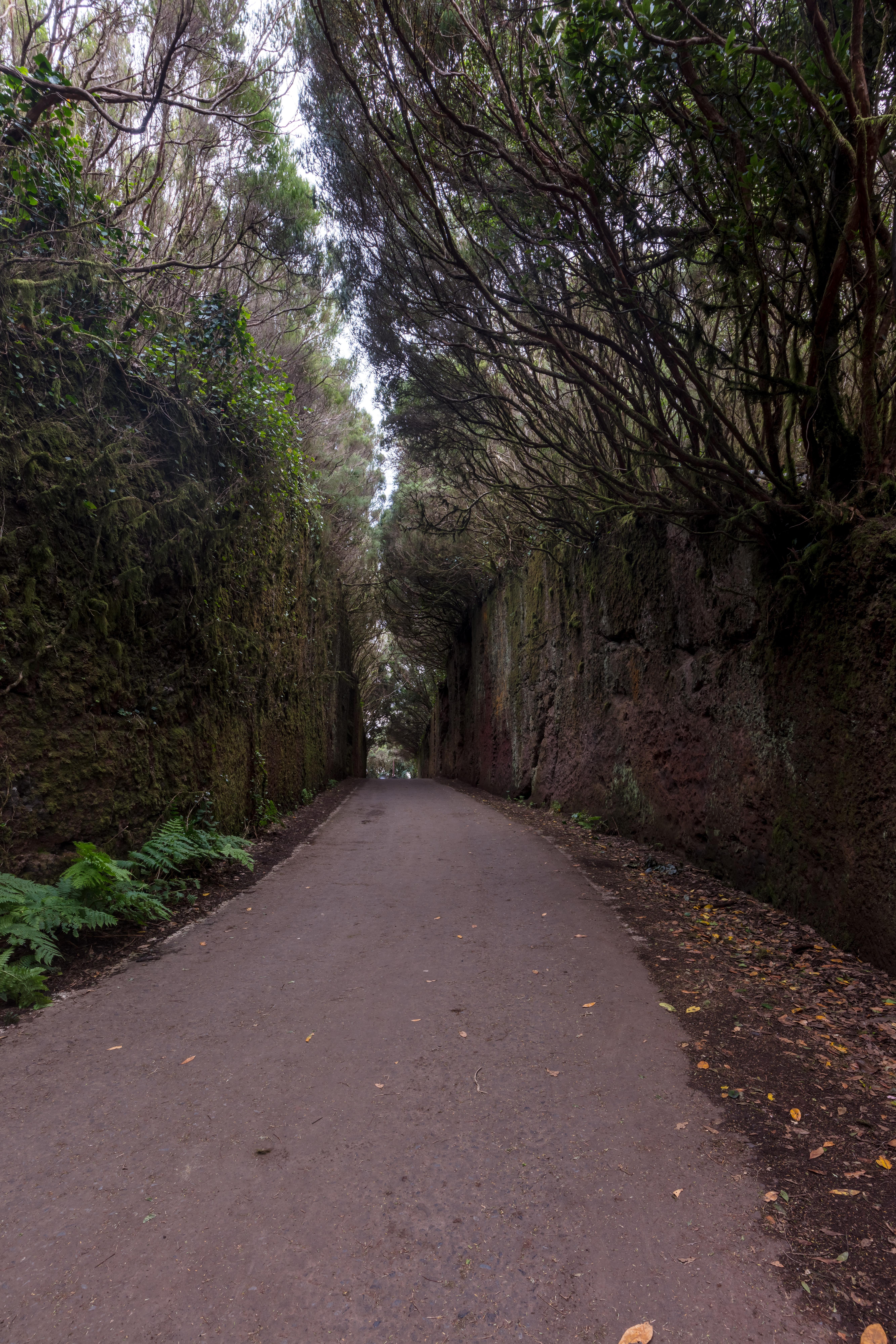
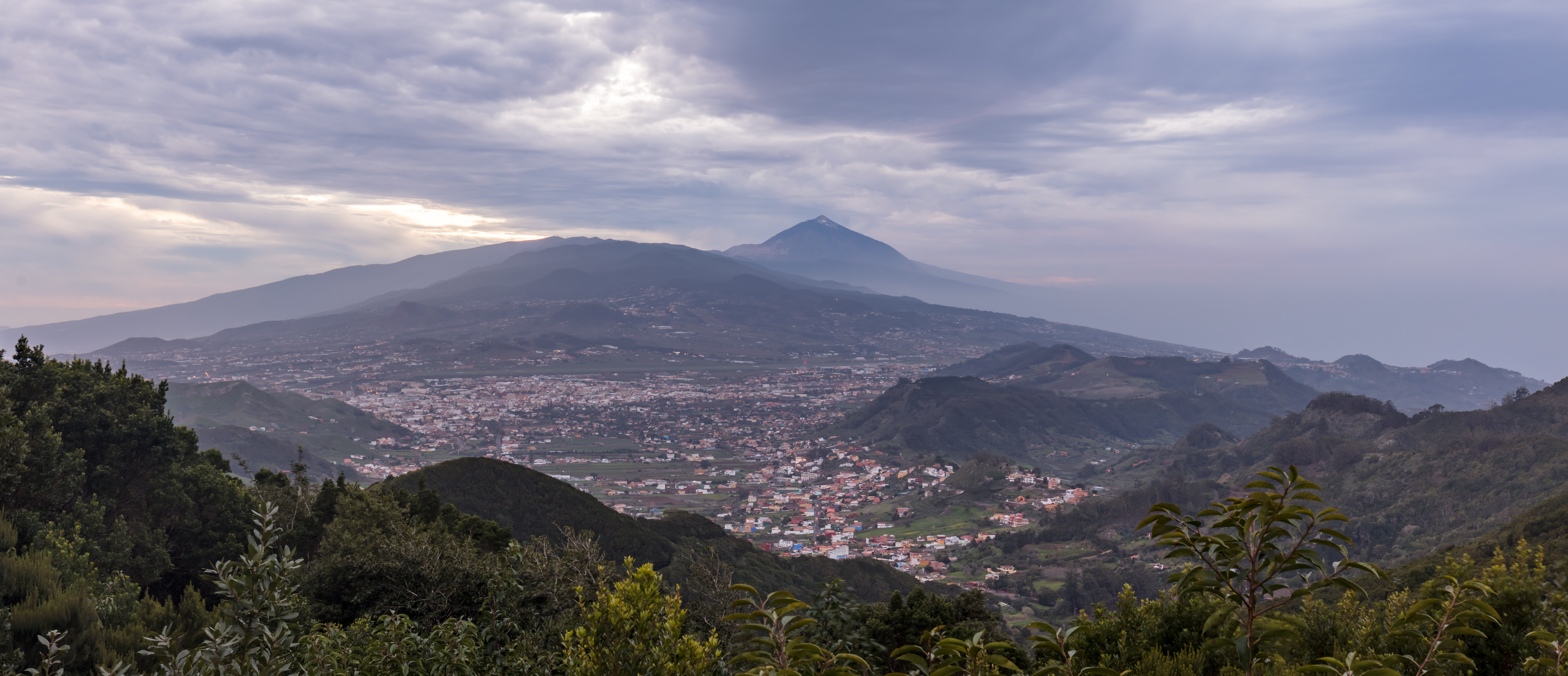